# 蓋拉芬根

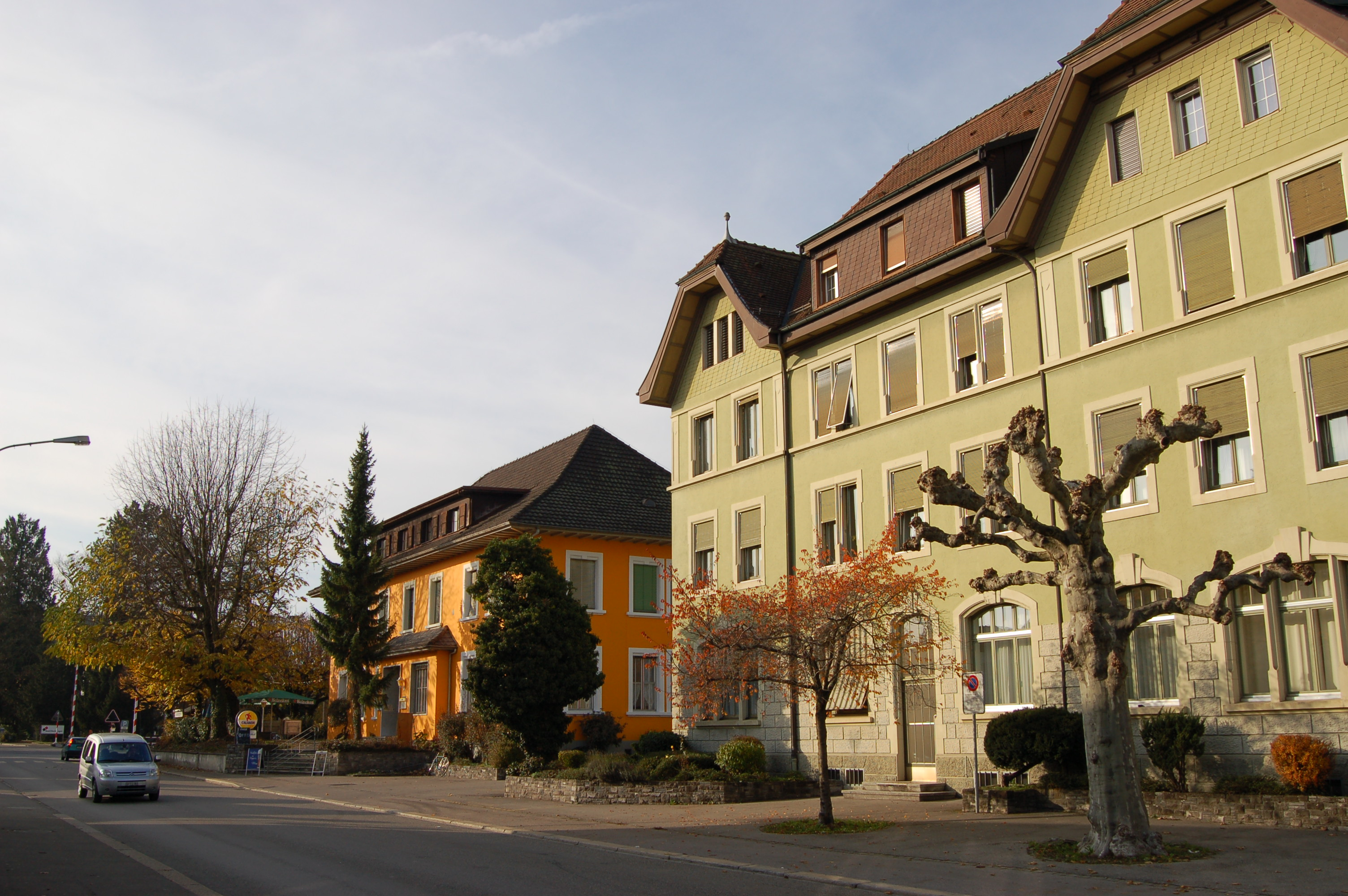

蓋拉芬根（Gerlafingen）是瑞士的城鎮，位於該國北部，由索洛圖恩州負責管轄，面積1.85平方公里，海拔高度451米，2012年人口4,894，三成人口信奉基督教，人口密度每平方公里2645人。

## 外部連結
- Official website （页面存档备份，存于） （德文）

47°10′20″N 7°34′26″E / 47.1722°N 7.5739°E